# Streptocephalus spinicaudatus
Streptocephalus spinicaudatus är en kräftdjursart som beskrevs av Hamer och Appleton 1993. Streptocephalus spinicaudatus ingår i släktet Streptocephalus och familjen Streptocephalidae. Inga underarter finns listade i Catalogue of Life.